# Bradypodion excubitor
Bradypodion excubitor este o specie de cameleoni din genul Bradypodion, familia Chamaeleonidae, descrisă de Barbour 1911. Conform Catalogue of Life specia Bradypodion excubitor nu are subspecii cunoscute.